# Албашське мисливське господарство
Албашське мисливське господарство — мисливське господарство у північно-західній частині Канівського району Краснодарського краю. Загальна площа мисливських угідь становить 28580 гектарів, у тому числі польових — 28650, водяних — 400 гектарів і 22 км річок. Місцевість рівнинна, ґрунти — чорнозем. У межах господарства знаходяться станиці Новодерев'янківська, хутори Раздольний і Албаши, а також мисливсько-рибальська база «Албаши». У центральній частині території протікає річка Албаши, що має притоки-балки Жовті Копані, Глубока, Варакутіна та інші.
Сільськогосподарські угіддя обробляють трудові колективи акціонерних товариств «Дружба» і «Приазовье» та фермери. Зі степової рослинності трапляються айстра, ковила́, безсмертник, звіробій, дика шавлі́я, деревій, молочай, ожина, терни́к. У плавнях найбільш розповсюджені очерет, рогоза, осока, хвощ, а у плавнях водойм трапляються латаття. Зі звірів і птахів на території господарства живуть дрохва, куріпка, перепел, качки різних порід, також заєць, лисиця, єнот уссурійський, вовк, тхір, норка, хом'як, ховрах, ондатра, нутрія, кріт. Іноді з плавневої зони заходять вепри.